# Ливийский референдум по Федерации Арабских Республик (1971)
Референдум по Федерации Арабских Республик прошёл в Ливии 1 сентября 1971 года одновременно с аналогичными референдумами в Египте и Сирии. Образование Федерации Арабских Республик было одобрено в Ливии подавляющим большинством в 98,6 % голосов при явке избирателей 94,6 %.
Референдумы в Египте и Сирии также одобрили создание Федерации подавляющим большинством в 99,9 % и 96,4 % голосов, соответственно, и 17 апреля 1971 года в одной из ливийских столиц — городе Бенгази египетским, сирийским и ливийским руководителями был подписан договор о создании Федерации Арабских Республик. Федерация формально просуществовала до 1977 года.